# 래피 (가수)
 래피  (본명 : 김동효 1975년 ~ ) 대한민국의 트로트 가수이다.

## 앨범
- [싱글] 나만의 속도와 나만의 방향으로 남예지, 래피, 하재욱)
- [싱글] 쿵 하면 짝
- [싱글] 어쩌다 어른 남예지, 래피
- [싱글] Miss Kim Hanalog Tempo
- [싱글] 희망의 손 래피
- [싱글] Midnight Blues Hanalog Tempo
- [디지털] 차단시켜 차단! (자동차 썬팅 송) 래피
- [싱글] King Of Fighter 래피, 마이킹
- [싱글] 힙합프로젝트 [Various Artists]
- [싱글] 김창렬의 올드스쿨 청취율송 래피
- [옴니버스] Radio Stars (라디오 스타) [Various Artists]
- [리믹스] DJ처리와 함께 아자아자 진품명작 7 (행가 오리지날!) [Various Artists]
- [옴니버스] DJ처리의 Christmas 쏭쏭쏭 DJ 처리
- [리믹스] DJ처리와 함께 아자아자 진품명작 [Various Artists]
- [싱글] 래피 (Do You Know?) 래피
- [옴니버스] K-Coast Story [Various Artists]

## 출연작
- 2014년 KBS1 시사 (2부작) 나를 따르라